# Calamus erinaceus
Calamus erinaceus är en enhjärtbladig växtart som först beskrevs av Odoardo Beccari, och fick sitt nu gällande namn av John Dransfield. Calamus erinaceus ingår i släktet Calamus och familjen Arecaceae. Inga underarter finns listade i Catalogue of Life.